# Cross Plains (Wisconsin)
Cross Plains ist eine Gemeinde (mit dem Status „Village“) im Dane County im US-amerikanischen Bundesstaat Wisconsin. Im Jahr 2010 hatte Cross Plains 3538 Einwohner.
Cross Plains ist Bestandteil der Metropolregion Madison.

## Geografie
Cross Plains liegt im mittleren Süden Wisconsins, im nordwestlichen Vorortbereich von dessen Hauptstadt Madison. Der am Mississippi gelegene Schnittpunkt der drei Bundesstaaten Wisconsin, Iowa und Illinois liegt 127 km südwestlich.
Die geografischen Koordinaten von Cross Plains sind 43°06′52″ nördlicher Breite und 89°39′20″ westlicher Länge. Das Gemeindegebiet erstreckt sich über eine Fläche von 4,56 km². Der Ort wird von den Towns Berry (im Norden) und Cross Plains (im Süden) umgeben, ohne einer dieser Towns anzugehören.
Das Zentrum von Madison liegt 22,7 km ostsüdöstlich. Weitere Nachbarorte sind Waunakee (21,9 km nordöstlich), Middleton (13,3 km östlich), Verona (22,3 km südöstlich), Mount Horeb (17,4 km südsüdwestlich), Black Earth (7,9 km westnordwestlich) und Sauk City (23,5 km nordnordwestlich).
Die nächstgelegenen Großstädte sind Green Bay (239 km nordöstlich), Milwaukee (152 km östlich), Chicago (257 km südöstlich) und Rockford (129 km südsüdöstlich).

## Verkehr
Der U.S. Highway 14 führt als Hauptstraße durch das Zentrum von Cross Plains. Alle weiteren Straßen sind untergeordnete Landstraßen, teils unbefestigte Fahrwege sowie innerörtliche Verbindungsstraßen.
Parallel zu US 14 verläuft durch Cross Plains eine Eisenbahnstrecke der Wisconsin and Southern Railroad, einer regionalen (Class II) Frachtverkehrsgesellschaft. 
Der nächste Flughafen ist der Dane County Regional Airport in Madison (30,9 km östlich).

## Bevölkerung
Nach der Volkszählung im Jahr 2010 lebten in Cross Plains 3538 Menschen in 1386 Haushalten. Die Bevölkerungsdichte betrug 775,9 Einwohner pro Quadratkilometer. In den 1386 Haushalten lebten statistisch je 2,55 Personen. 
Ethnisch betrachtet setzte sich die Bevölkerung zusammen aus 97,1 Prozent Weißen, 0,8 Prozent Afroamerikanern, 0,2 Prozent amerikanischen Ureinwohnern, 0,6 Prozent Asiaten sowie 0,3 Prozent aus anderen ethnischen Gruppen; 1,0 Prozent stammten von zwei oder mehr Ethnien ab. Unabhängig von der ethnischen Zugehörigkeit waren 1,6 Prozent der Bevölkerung spanischer oder lateinamerikanischer Abstammung. 
24,7 Prozent der Bevölkerung waren unter 18 Jahre alt, 66,1 Prozent waren zwischen 18 und 64 und 9,2 Prozent waren 65 Jahre oder älter. 50,2 Prozent der Bevölkerung war weiblich.
Das mittlere jährliche Einkommen eines Haushalts lag bei 63.316 USD. Das Pro-Kopf-Einkommen betrug 28.557 USD. 6,3 Prozent der Einwohner lebten unterhalb der Armutsgrenze.

## Persönlichkeiten
- Parker Van Buren (* 2002), Volleyballspieler